# 小行星6189
小行星6189（英語：6189 Volk）是一颗围绕太阳公转的小行星。1989年3月2日，艾瑞克·怀特·埃尔斯特在拉西拉天文台发现了此天体。
这颗小行星的绝对星等为68.85434等。